# 三和町立市西中学校
三和町立市西中学校（さんわちょうりつ しさいちゅうがっこう）は、千葉県市原郡三和町（現：市原市）海士有木にかつて存在した公立中学校。1962年（昭和37年）3月31日をもって閉校した。

## 概要
三和町（現市原市三和地区）北部に位置する。

## 沿革

### 概歴
学校教育法施行により、1947年（昭和22年）4月1日に市西村立市西中学校として開校した。

### 年表
- 1947年（昭和22年）4月1日 - 市西村立市西中学校開校[1]。
- 1962年（昭和37年）3月31日 - 翌日から三和町立三和中学校が開校することに伴い閉校[2]。

## 通学区域
- 旧市西村の全域